# Diszjunkt halmazok

Két diszjunkt halmaz

A matematikában két halmazról akkor mondjuk, hogy diszjunkt halmazok, ha nincs közös elemük.
Például {1, 2, 3} és {4, 5, 6} diszjunkt halmazok.
A szó latin eredetű: disjunctio elválást, elválasztást jelent.

## Magyarázat

Diszjunkt halmazrendszer

Formálisan két halmaz, A és B akkor diszjunkt, ha metszetük üres halmaz, azaz ha
{\displaystyle A\cap B=\emptyset .\,}
Ez a definíció kiterjeszthető halmazok tetszőleges rendszerére. Egy halmazrészlet párosan avagy kölcsönösen diszjunkt, ha a készletben bármely két, egymástól különböző halmaz diszjunkt.
Formálisan, legyen I indexhalmaz, és minden i-re az I-ben legyen Ai egy halmaz. Ekkor {Ai : i ∈ I} halmazcsalád páronként diszjunkt, ha bármely i és j-re az I-ben: i ≠ j, azaz ha
{\displaystyle A_{i}\cap A_{j}=\emptyset .\,}
Például az { {1}, {2}, {3}, ... } halmazkészlet páronként diszjunkt.
Ha {Ai} páronként diszjunkt készlet (tehát legalább két halmazt tartalmaz), akkor a metszetük (közös részük) üres:
{\displaystyle \bigcap _{i\in I}A_{i}=\emptyset .\,}
A fordítottja azonban nem igaz: {{1, 2}, {2, 3}, {3, 1}} készlet közös része üres, de a készlet nem páronként diszjunkt. Ebben a készletben gyakorlatilag nincs két diszjunkt halmaz.
X felbontásakor annak bármely nem üres részhalmaz-készlete {Ai : i ∈ I} úgy, hogy {Ai} páronként diszjunkt, és
{\displaystyle \bigcup _{i\in I}A_{i}=X.\,}
Diszjunkt halmazok unióját diszjunkt uniónak nevezik. Ha a halmazrendszerben nincsenek üres halmazok, akkor ez a rendszer az egyesítés partíciója.

## Példák
- Az {\displaystyle A=\{1,2,3\}} és {\displaystyle B=\{7,8,11\}} halmazok diszjunktak, mivel nincs közös elemük.
- Az {\displaystyle A=\{1,2,7\}} és {\displaystyle B=\{6,7,8,11\}} halmazok nem diszjunktak, mivel a {\displaystyle 7} közös eleműk.
- AZ {\displaystyle A=\{1,2,3\}}, {\displaystyle B=\{4,5\}} és {\displaystyle C=\{5,6,7\}} halmazok nem páronként diszjunktak, mivel a három páronkénti metszethalmaz egyike (azaz {\displaystyle B\cap C}) nem üres.
- A következő felsorolással definiált (végtelen) diszjunkt halmazcsalád az egész számok végtelen partícióját alkotja: {\displaystyle \{0\},\{1,-1\},\{2,-2\},\{3,-3\},\{4,-4\},\ldots }.

Legyenek {\displaystyle g} és {\displaystyle h} egyenesek egy euklideszi síkban. Ekkor {\displaystyle g} és {\displaystyle h} pontosan akkor diszjunkt, ha párhuzamosak. Egy adott egyenessel párhuzamos egyenesek párhuzamos nyalábot alkotnak. A párhuzamos nyalábok egyenként a sík pontjainak partíciói, és a párhuzamos nyalábok, mint diszjunkt egyeneshalmazok a sík egyeneseinek partíciói.
Térben a helyzet bonyolultabb, mivel ott két egyenesnek nem kell feltétlenül párhuzamosnak lenniük ahhoz, hogy ne messék egymást: lehetnek kitérők.
További példák:

A játékkártya és a könyv által alkotott halmaz diszjunkt a gitár és a trombita halmazától
Páronként diszjunkt halmazrendszer
Nemüres páronként nem diszjunkt halmazrendszer

## Alkalmazás
Kérdőívek tervezésekor az egyes kérdésekhez megadott válaszoknak partíciót kell alkotniuk. Így nem fordulhat elő, hogy egy válaszadó nem tud egy választ sem megjelölni, vagy több válaszlehetősége is adódik. Például, ha nem diszjunkt a kérdőív, akkor lehet egy ilyen kérdés:
Mennyit keres?
1. 0-tól 200 000 forintig
2. 150 000 forint vagy több.

Ekkor, ha a kereset 150 000 vagy 200 000 forint közötti, akkor bármely válasz jelölhető, vagy akár mindkettő, bizonytalanságot okozva a kérdőív kitöltőjének.

## Példák
- Az {\displaystyle \emptyset } üres halmaz minden halmazzal páronként diszjunkt.
- Legyen {\displaystyle \{a\}} egyelemű halmaz, {\displaystyle B} akármilyen halmaz. Ekkor {\displaystyle \{a\}} és {\displaystyle B} diszjunktak akkor és csak akkor, ha {\displaystyle a\notin B}.
- Az egyelemű halmazrendszerek páronként diszjunktak.
- Véges diszjunkt unió elemszáma az unió tagjainak elemszámának összege. Nem diszjunkt esetben a szitaformula alkalmazható.

## Fordítás
Ez a szócikk részben vagy egészben  a   disjunkt című német Wikipédia-szócikk fordításán alapul.  Az eredeti cikk szerkesztőit annak laptörténete sorolja fel. Ez a jelzés csupán a megfogalmazás eredetét és a szerzői jogokat jelzi, nem szolgál a cikkben szereplő információk forrásmegjelöléseként.